# Умберто Меґґет
Умберто Меґґет (Пайсанду, 1 травня 1926 — Монтевідео, 5 квітня 1951) — уругвайський поет, який був членом Ґенерації '45.

## Життєпис
Частину дитинства провів у Пайсанду, де його тітка, вчителька Вікторія Меґґет, дбала про освіту та виховання хлопчика.
У сімнадцятирічному віці Умберто заснував журнал «Letras», редагував лише один номер. Пізніше зробив те саме з журналами «No» та «Sin Zona», маючи подібні результати.

У 1949 відредагував свою єдину збірку поезій «Nuevo sol Partido», яка мала малий тираж. Він помер 5 квітня 1951 у віці 24 років у Монтевідео, після тривалого туберкульозу, будучи практично невідомим громадськості та критикам. Після смерті поета, Ідея Віларіньйо, центральна постать «Ґенерації ' 45», писатиме про нього:
Зараз, як завжди, ми можемо лише заявити про цінність його віршів, показати вірші, окреслити доробок молодого поета, який ми ігноруємо.

## Спадщина
Маріо Бенедетті, також член Ґенерації '45 , з нагоди 10-ї річниці смерті поета, писав:
5 квітня виповнилося десять років з дня смерті Умберто Меґґета, і в цьому випадку це десять років, дуже схожих на забуття. Поетичні критики рідко згадують про нього, антологи не включають його у свої добірки, актори не беруть його до уваги у своїх виступах. Це забуття не шанує сучасників Меґґета. Коли інші покоління критиків чи антологів повернуть його на місце, на яке заслуговує його творча спадщина, вони, безсумнівно, будуть вражені тим, що вірші такого натхнення та оригінальності пройшли без болю та слави повз тих, хто поділяв його час та його світ.
Його єдина книга віршів називалася ''Nuevo sol partido'' («Вечірка нового сонця»), і вона була опублікована в 1949, але видання було настільки обмеженим, що, крім кола своїх друзів, після смерті у 1951, він був практично невідомий громадськості та серед критиків. У 1952 група письменників, що входила до журналу «Numero», отримала низку неопублікованих матеріалів, переважно віршів, написаних Меґґетом в останні роки життя під час хвороби, і доручила Ідеї Віларіньйо відібрати та відредагувати їх. Цей том, який тепер повністю вийшов з друку, включав сім віршів з єдиної книги, опублікованої за життя Меґґета, і зберіг заголовок "Nuevo sol partido''. До нього також було додано 30 віршів з останнього періоду ".
У 1991, через сорок років після його смерті, був опублікований том, що містив його твори — результат дослідження та перегляду Пабло Роккою. Цей твір, опублікований фундацією «Ediciones de la Banda Oriental», фактично є відновленням цього поета для читачів та культурних установ.

## Інтерпретатори творчості Меґґета
Деякі вірші Меґґета популяризували різні відомі уругвайські співаки:
- «Yo tenía una voz» («У мене був голос»), покладений на музику і виконаний Хорхе Естелою, вініл «Aclarando», Sondor 33150, 1973.
- «Puede beberse al sol» («Його можна пити на сонці») у виконанні Луїса Трохона (касета та вініл Ayuí / Tacuabé З пісні, почерк. 1983)
- «Yo, musicalizado», покладена на музику Клаудіо Лембо і виконана гуртом «Salitre» (касета Salitre . Ayuí / Tacuabé, 1989).
- «Ahora que todo gira» («Тепер, коли все обертається»), у виконанні Гастона Сіарло <i id="mwQA">Ель Діно</i> та Нума Мораеса.
- «Tengo ganas de risas Raquel» («Я хочу посміятись, Ракель»), яку заспівав Едуардо Дарнаучанс (LP Las Quemas, Sondor 44014, 1975, перевидана на CD).
- «En el mar están los peces» («У морі риби») в інтерпретації Андреса Стагнаро (альбом «La hiedra y el muro». 2004).

## Літературні твори
- Nuevo sol partido (Montevideo. 1945)
- Nuevo sol partido (Reedición ampliada. Número, Montevideo. 1952)
- Nuevo sol partido y otros poemas (Montevideo. 1965)
- Humberto Megget, Obra Completa (Ediciones de la Banda Oriental, Montevideo. 1991)